# Neolophonotus botswana
Neolophonotus botswana är en tvåvingeart som beskrevs av Jason Gilbert Hayden Londt 1988. Neolophonotus botswana ingår i släktet Neolophonotus och familjen rovflugor.
Artens utbredningsområde är Botswana. Inga underarter finns listade i Catalogue of Life.